# Tuc de Pomèro
El Tuc de Pomèro és una muntanya de 2.488 metres que es troba al municipi de Vielha e Mijaran, a la comarca de la Vall d'Aran.